# شوالیه‌های SK سئول

شوالیه‌های سئول SK، یک باشگاه بسکتبال حرفه ای در لیگ بسکتبال کره است که در سال ۱۹۹۷ تأسیس شد. این باشگاه در حال حاضر در لیگ بسکتبال کره بازی می‌کند و تحت مدیریت اس‌کی تلکام می‌باشد.